# Рибчинці (Білоцерківський район)
Рибчи́нці — село в Україні, у Сквирській міській громаді Білоцерківського району Київської області. Населення становить 192 особи.

## Населення

### Мова
Розподіл населення за рідною мовою за даними перепису 2001 року:
| Мова       | Кількість | Відсоток |
| ---------- | --------- | -------- |
| українська | 192       | 100%     |

## Географія
У селі бере початок річка Злодіївка, ліва притока Росі.
1. ↑  Рідні мови в об'єднаних територіальних громадах України — Український центр суспільних даних